# Jack Anderson
Jack Anderson (Plano, 12 ottobre 1998) è un giocatore di football americano statunitense che milita nel ruolo di offensive guard per i Carolina Panthers della National Football League (NFL).

## Carriera

### Buffalo Bills
Anderson al college giocò a football a Texas Tech. Fu scelto nel corso del settimo giro (236º assoluto) nel Draft NFL 2021 dai Buffalo Bills. Fu svincolato il 31 agosto 2021 e rifirmò con la squadra di allenamento il giorno successivo.

### Philadelphia Eagles
Il 21 settembre 2021 Anderson firmò con i Philadelphia Eagles. Fu inserito in lista infortunati il 20 novembre e tornò nel roster attivo il 21 dicembre. La sua stagione da rookie si chiuse con due presenze, di cui una come titolare.

### New York Giants
Il 31 agosto 2022 Anderson firmò con i New York Giants.